# Bajirao Mastani
Bajirao Mastani è un film del 2015 diretto da Sanjay Leela Bhansali.
È basato sul romanzo Rau di Nagnath S. Inamdar (1972) e narra la storia di Bajirao I.

## Trama
All'inizio del XVIII secolo, la corte dell'imperatore Maratha Chhatrapati Shahu ha bisogno di un nuovo Peshwa, l'equivalente di un primo ministro. Ambaji Pant nomina un giovane, il cui nome è Bajirao. Come prova, a Bajirao viene chiesto di dividere una piuma di pavone con una freccia: riuscendo nella missione, riceve il titolo di Peshwa. Dieci anni dopo, sua moglie Kashibai riceve la visita del suo amico vedovo Bhanu, il cui marito, accusato di spionaggio, è stato condannato a morte da Bajirao. Prevede che, proprio come lei agogna ardentemente suo marito, Kashibai un giorno agognerà Bajirao.
Durante un viaggio a Sironja, un emissario di Bundelkhand chiede l'aiuto di Bajirao per combattere gli invasori. L'emissario si rivela essere Mastani, la figlia del re indù Rajput Chhatrasal e della sua consorte musulmana Ruhani Begum, di origini persiane. Colpito dalle abilità di guerriero della donna, Bajirao la assiste con il suo esercito e sconfigge gli invasori. Chhatrasal è felicissimo e insiste affinché Bajirao trascorra la festività di Holi con loro. Durante questo periodo Mastani e Bajirao si innamorano, e come prova di questo amore l'uomo regala alla donna il suo pugnale, ignaro che per i Rajput sia un simbolo di matrimonio. Tornata a casa a Pune, Kashibai accoglie Bajirao mostrandogli il forte Saniwar Wada
ed il palazzo Aina Mahal (Palazzo degli Specchi), appena costruiti. Nel palazzo Aina Mahal, grazie agli specchi, Kashibai riesce a vedere Bajirao anche restando nella propria stanza.
Determinata a perseguire il suo amore, Mastani arriva a Pune ma viene trattata duramente dalla madre di Bajirao, Radhabai, e ospitata nel palazzo per le cortigiane, poiché Radhabai si rifiuta di accettarla come nuora. Mastani sopporta tutto quanto, ed esprime categoricamente il suo desiderio di stare con Bajirao; Bajirao rimprovera per la sua persistenza, ricordandole che è già sposato e non sarà mai completamente suo; anche la sua corte non la rispetterà mai. Mastani accetta queste condizioni così Bajirao la dichiara la sua seconda moglie.
I Maratha si preparano ad attaccare Delhi, la capitale dell'Impero Mughal, ma devono prima assicurarsi che il Nizam, il sovrano musulmano di Hyderabad, non li attaccherà. Bajirao parte per affrontare il Nizam, Qamar ud-Din Khan, e ritorna con successo. Attraverso la sua Aaina Mahal, una Kashibai incinta vede Bajirao abbracciare Mastani, anche lei in attesa. Con il cuore spezzato, parte per la casa di sua madre e torna mesi dopo con il figlio appena nato, che si chiama Raghunath. Anche Mastani dà alla luce un figlio, chiamato Krishna Rao. Dopo che il sacerdote bramino si è rifiutato di condurre la cerimonia di nomina indù sulla base del fatto che Krishna Rao è illegittimo, Bajirao rinomina suo figlio Shamsher Bahadur, decidendo che sarà cresciuto come musulmano. Alcuni anni dopo, il figlio maggiore di Kashibai e Bajirao, Balaji Baji Rao, noto come Nana Saheb, torna da Satara ed esprime il suo odio per Mastani per aver rotto il matrimonio di sua madre.
Kashibai viene informata di un piano per uccidere Mastani e suo figlio durante il festival di Ganesh Chaturthi. Salva Mastani riferendo del piano ad un ignaro Bajirao, che li salva prontamente. Per mantenere Mastani al sicuro e garantirle una casa reale, Bajirao le costruisce un palazzo. Successivamente parte per il campo di battaglia per sconfiggere Nasir Jung, il vendicativo figlio del Nizam. Prima di partire, incontra Kashibai in ossequio alla tradizione secondo cui la moglie vede il marito in battaglia. In lacrime, Kashibai spiega che Bajirao con le sue azioni le ha spezzato il cuore e portato via l'onore, e confronta il loro amore con quello di Krishna e Rukmini. Gli chiede di non entrare mai più nella sua camera e un Bajirao con le lacrime agli occhi accetta, scusandosi per averla ferita.
Una volta che Bajirao è partito, sua madre e Nana Saheb imprigionano Mastani e suo figlio. Dopo che Bajirao ha ricevuto la notizia, sconfigge da solo l'esercito di Nasir Jung nella sua rabbia, ma viene ferito a morte. Sul letto di morte di Bajirao, Kashibai invia una lettera chiedendo a sua madre di rilasciare Mastani in modo che si riprenda. Nana Saheb brucia la lettera, anche se il figlio di Mastani viene liberato. Bajirao, delirante per la sua malattia, ha allucinazioni e muore mentre Kashibai osserva impotente; allo stesso tempo, Mastani muore in cattività. Gli sfortunati amanti sono uniti nella morte.

## Colonna sonora
La colonna sonora del film è stata composta dallo stesso regista Sanjay Leela Bhansali.

### Tracce
1. Deewani Mastani – 5:40 (testo: Siddharth–Garima – musica: Sanjay Leela Bhansali) – Shreya Ghoshal, Ganesh Chandasive, Mujtaba Aziz Naza, Shadab Faridi, Altamash Faridi, Farhan Sabri
2. Aayat – 4:22 (testo: A. M. Turaz, Nasir Faraaz – musica: Sanjay Leela Bhansali) – Arijit Singh, Mujtaba Aziz Naza, Shadab Faridi, Altamash Faridi, Farhan Sabri
3. Malhari – 4:05 (testo: Prashant Ingole – musica: Devrath Nadaar) – Vishal Dadlani
4. Mohe Rang Do Laal – 3:52 (testo: Siddharth–Garima – musica: Sanjay Leela Bhansali) – Pandit Birju Maharaj, Shreya Ghoshal
5. Albela Sajan – 3:29 (testo: Siddharth–Garima – musica: Sanjay Leela Bhansali) – Shashi Suman, Kunal Pandit, Prithvi Gandharva, Kanika Joshi, Rashi Raagga & Geetikka Manjrekar
6. Ab Tohe Jane Na Doongi – 3:54 (testo: A. M. Turaz – musica: Sanjay Leela Bhansali) – Payal Dev, Shreyas Puranik
7. Pinga – 4:16 (testo: Siddharth–Garima – musica: Sanjay Leela Bhansali) – Shreya Ghoshal, Vaishali Mhade
8. Aaj Ibaadat – 4:45 (testo: A. M. Turaz – musica: Sanjay Leela Bhansali) – Javed Bashir
9. Fitoori – 3:56 (testo: Prashant Ingole – musica: Sanjay Leela Bhansali) – Vaishali Mhade, Ganesh Chandanshive
10. Gajanana – 3:34 (testo: Prashant Ingole – musica: Shreyas Puranik) – Sukhwinder Singh

## Riconoscimenti
- Producers Guild Film Awards 2015: 
  - Best Director a Sanjay Leela Bhansali
  - Best Actor in a Leading Role a Ranveer Singh
  - Best Actress in a Supporting Role a Tanvi Azmi
  - Best Dialogue a Prakash R. Kapadia
  - Best Cinematography a Sudeep Chatterjee
  - Best Art Direction a Saloni Dhatrak, Sriram Iyengar, Sujeet Sawant
  - Best Sound Design a Nihar Ranjan Samal
  - Best Costume Design a Anju Modi, Maxima Basu
  - Best Choreography a Remo D'Souza
- Asian Film Awards 2016: 
  - Migliori effetti visivi a Prasad Sutar
- Filmfare Awards 2016: 
  - Miglior film
  - Miglior regista a Sanjay Leela Bhansali
  - Miglior attore a Ranveer Singh
  - Miglior attrice non protagonista a Priyanka Chopra
  - Miglior cantante in playback femminile a Shreya Ghoshal
  - Migliore direzione artistica a Saloni Dhatrak, Sriram Iyengar, Sujeet Sawant
  - Migliori costumi a Anju Modi, Maxima Basu
  - Miglior azione a Sham Kaushal
  - Migliori coreografie a Pandit Birju Maharaj
- Global Indian Music Academy Awards 2016: 
  - Best Music Director a Sanjay Leela Bhansali
  - Best Female Playback Singer a Shreya Ghoshal
  - Best Background Score a Sanchit Balhara
  - Best Engineer – Film Album a Tanay Gajjar
  - Best Music Arranger and Programmer a Shail–Pritesh, Nitin Shankar
- International Indian Film Academy Awards 2016: 
  - Miglior regista a Sanjay Leela Bhansali
  - Miglior attore a Ranveer Singh
  - Miglior attrice non protagonista a Priyanka Chopra
  - Miglior fotografia a Sudeep Chatterjee
  - Migliore direzione artistica a Saloni Dhatrak, Sriram Iyengar, Sujeet Sawant
  - Migliori costumi a Anju Modi, Maxima Basu
  - Miglior Background Score a Sanchit Balhara
  - Miglior fotografia a Remo D'Souza
  - Migliori effetti speciali a Prasad Sutar
  - Miglior Sound Design a Nihar Ranjan Samal, Bishwadeep Chaterjee
  - Migliore registrazione audio a Tanay Gajjar
  - Miglior azione a Sham Kaushal
- Mirchi Music Awards 2016: 
  - Album of the Year
  - Best Raag Inspired Song a Albela Sajan
  - Female Vocalist of the Year a Shreya Ghoshal
  - Upcoming Female Vocalist of the Year a Payal Dev
  - Best Background Score a Sanchit Balhara
  - Best Song Producer (Programming and Arranging) a Shail–Pritesh
  - Best Song Engineer (Recording and Mixing) a Tanay Gajjar
- National Film Awards 2016: 
  - Miglior regista a Sanjay Leela Bhansali
  - Miglior attore non protagonista a Tanvi Azmi
  - Migliore fotografia a Sudeep Chatterjee
  - Migliore audiografia - Sound Designer a Biswadeep Chatterjee
  - Migliore audiografia - Re-recordist of the Final Mixed Track a Justin Jose
  - Migliore direzione artistica a Shriram Iyengar, Saloni Dhatrak, Sujeet Sawant
  - Migliore coreografia a Remo D'Souza
- Screen Awards 2016: 
  - Best Actor a Ranveer Singh
  - Best Supporting Actress a Priyanka Chopra
  - Best Actress (Popular Choice) a Deepika Padukone
  - Best Cinematography a Sudeep Chatterjee
  - Best Production Design a Saloni Dhatrak, Sriram Iyengar, Sujeet Sawant
  - Best Costume Design a Anju Modi, Maxima Basu
  - Best Special Effects a Prasad Sutar
- Times of India Film Awards 2016: 
  - Best Director a Sanjay Leela Bhansali
  - Best Actor a Ranveer Singh
  - Best Supporting Actress a Priyanka Chopra
  - Best Jodi a Ranveer Singh, Deepika Padukone
  - Best Music Composer a Sanjay Leela Bhansali
  - Best Playback Singer Female a Shreya Ghoshal
  - Best Cinematography a Sudeep Chatterjee
  - Best Art Direction a Saloni Dhatrak, Sriram Iyengar, Sujeet Sawant
  - Best Costume Design a Anju Modi, Maxima Basu
- Zee Cine Awards 2016: 
  - Best Actor – Female a Deepika Padukone
  - Critics Award for Best Film
  - Critics Award for Best Director a Sanjay Leela Bhansali
  - Critics Award for Best Actor – Male a Ranveer Singh
  - Best Playback Singer – Female a Shreya Ghoshal
  - Best Choreography a Ganesh Acharya
  - Best Cinematography a Sudeep Chatterjee
  - Best Background Score a Sanchit Balhara
  - Best Special Effects a Prasad Sutar
  - Best Art Direction a Saloni Dhatrak, Sriram Iyengar, Sujeet Sawant
  - Best Sound Design a Nihar Ranjan Samal
  - Best Action a Sham Kaushal
- South African International Film Festival 2017: 
  - Best Actress a Deepika Padukone